# Imperial LeBaron
Der Imperial LeBaron war eine Baureihe der zum Chrysler-Konzern gehörenden US-amerikanischen Automobilmarke Imperial. Sie wurde von 1957 bis 1975 in fünf Modellgenerationen angeboten und stellte zunächst das Spitzenmodell, ab 1971 dann das einzige Modell der Oberklassemarke dar.

## Hintergrund
Zu Beginn der 1950er-Jahre war der Chrysler-Konzern viergleisig aufgestellt. Im gehobenen Marktsegment trat er mit der Marke Chrysler an, darunter waren die Marken Dodge, DeSoto und Plymouth positioniert. Anders als General Motors und Ford hatte Chrysler zu dieser Zeit keine eigenständige Marke in der Oberklasse. Dieses Segment wurde stattdessen mit hochwertig ausgestatteten Varianten der Chrysler-Fahrzeuge bedient, die unter der seit 1926 verwendeten Modellbezeichnung Chrysler Imperial verkauft wurden. Die Zugehörigkeit dieser Modelle zum Massenhersteller Chrysler wirkte sich verkaufshindernd aus, weil dem Namen Chrysler weniger Strahlkraft beigemessen wurde als etwa Cadillac oder Lincoln. Deshalb machte Chrysler ab 1955 Imperial zu einer eigenständigen fünften Marke im Konzern. In der ersten Modellgeneration trat Imperial mit Einheitsmodellen an; die Fahrzeuge hießen 1955 und 1956 lediglich Imperial Coupé und Imperial Sedan.
Mit dem Wechsel zur zweiten Modellgeneration weitete Imperial die Modellpalette nominell aus. Ab 1957 enthielt das Programm drei verschiedene Baureihen: Der Imperial Custom war das Basismodell, das zum niedrigsten Preis angeboten wurde. Das mittlere Modell war der Crown, und die Spitzenversion trug die Bezeichnung Imperial LeBaron. Der Name bezog sich auf einen 1920 von Raymond Dietrich gegründeten amerikanischen Karosseriehersteller, der 1935 von Chrysler übernommen worden war. Bei den werksinternen Codes, die jährlich wechselten, kennzeichnete anfänglich die Ziffer 4 die LeBaron-Baureihe; ab 1958 wurde sie durch den Zusatz „H“ (für „High“) ersetzt. Alle Imperial-Baureihen waren äußerlich und technisch weitestgehend gleich. Sie unterschieden sich lediglich durch die Ausstattung und in einzelnen Jahrgängen auch durch Stylingdetails, im Falle des LeBaron vor allem durch eine eigenständige Form des Dachs im Bereich der C-Säule.
Mit Beginn des Modelljahrs 1964 stellte Imperial zunächst die Basisreihe Custom ein, mit Ablauf des Modelljahrs 1970 entfiel dann auch der Crown. Von 1971 bis 1975 war der LeBaron das einzige Modell der Marke Imperial. Nachdem die Marke Imperial Ende 1975 eingestellt worden war, gliederte Chrysler das Auto, das bis 1975 als Imperial LeBaron verkauft wurde, ohne technische oder stilistische Veränderungen in die Modellpalette der Marke Chrysler ein. Dort erhielt es die Bezeichnung Chrysler New Yorker Brougham und wurde bis 1978 zu einem abgesenkten Preis in deutlich höheren Stückzahlen als zuvor verkauft.

## Modellgeschichte

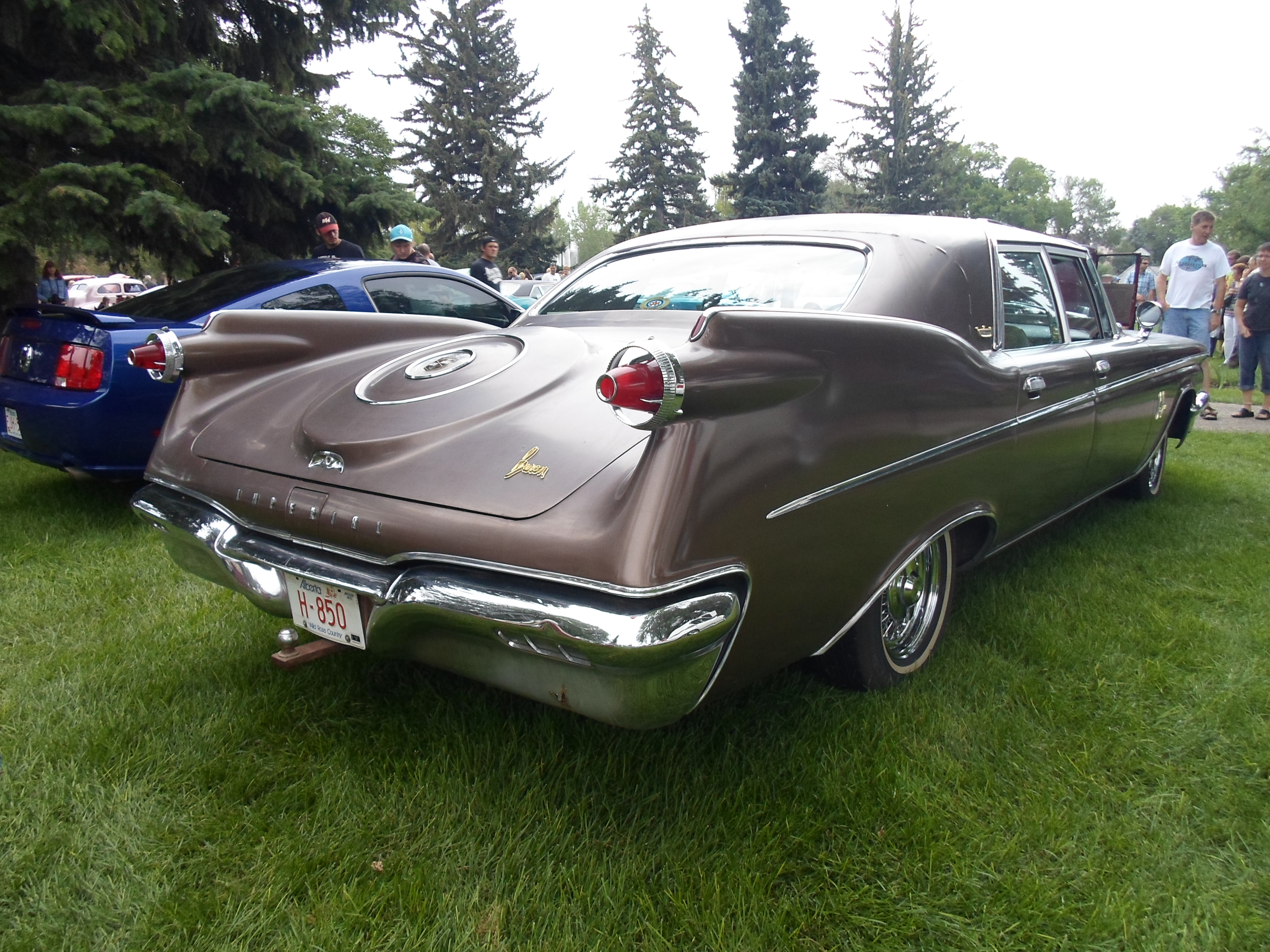
Imperial LeBaron Southampton Hardtop Sedan (1961)

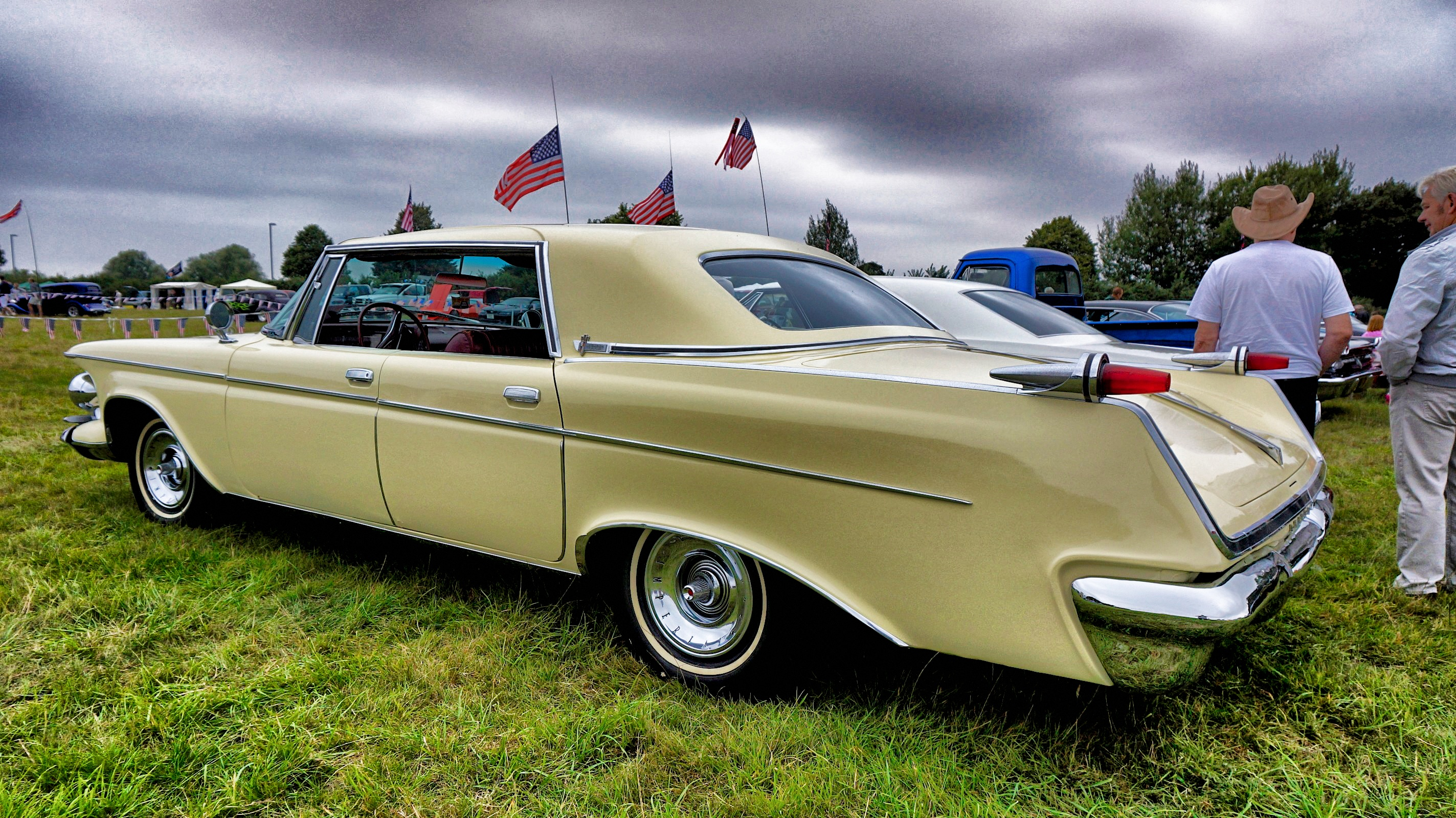
Imperial Imperial LeBaron Southampton Hardtop Sedan (1962)

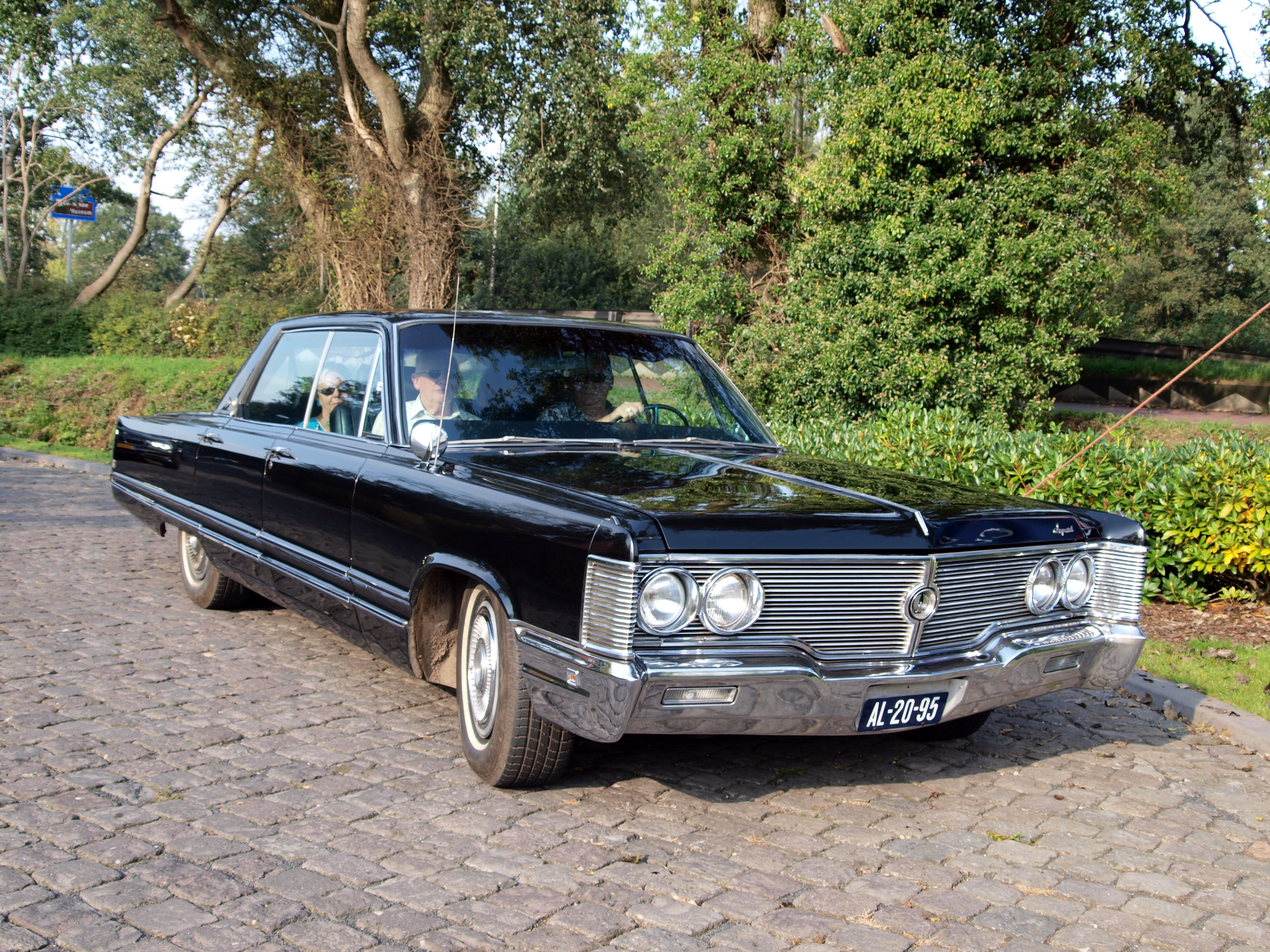
Imperial LeBaron Sedan (1968)

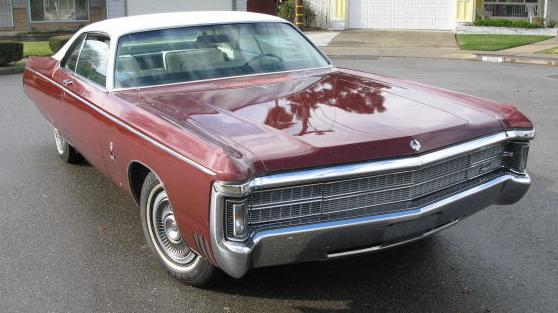
Imperial LeBaron Coupé (1969)

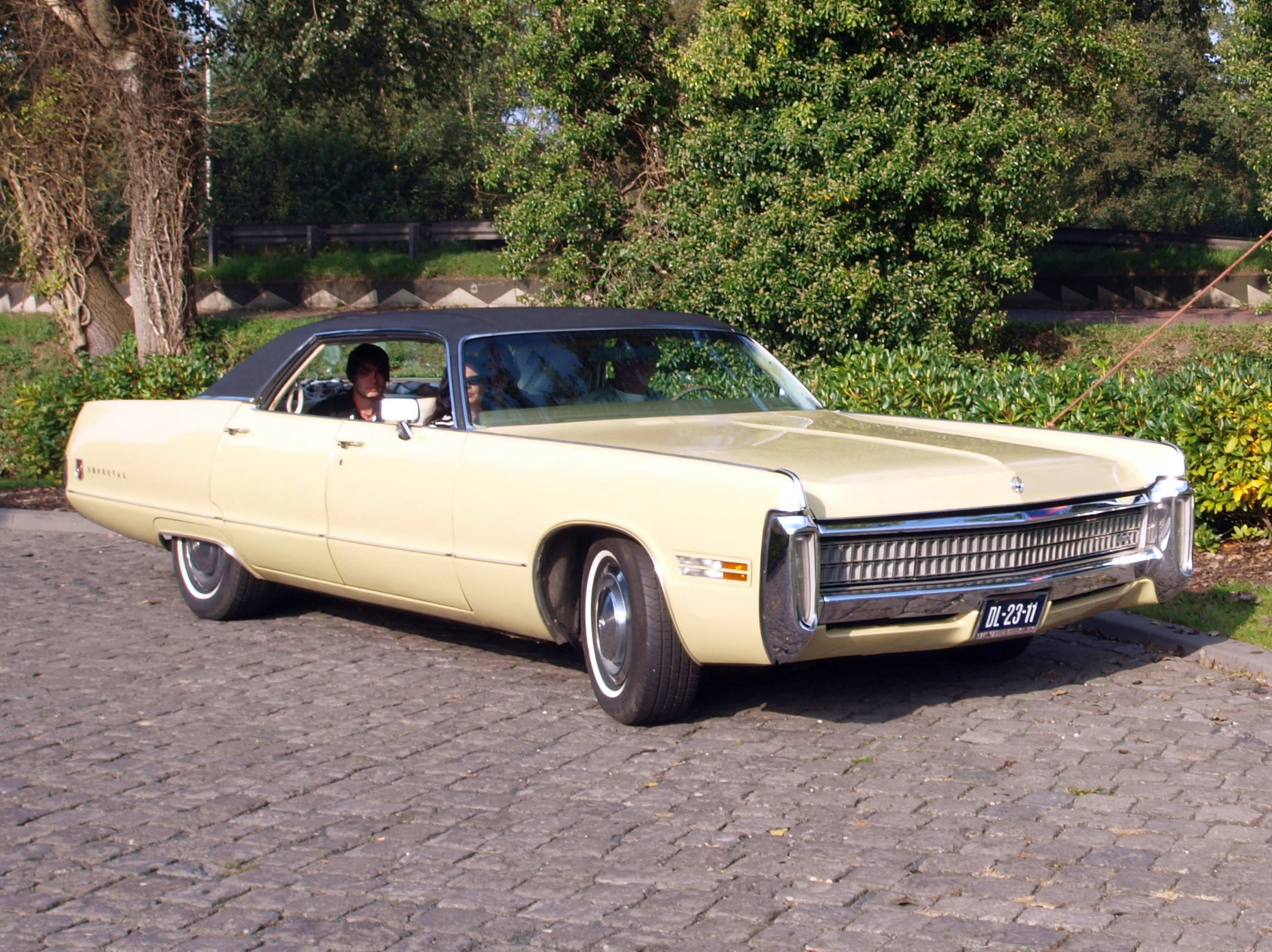
Imperial LeBaron Sedan (1972)

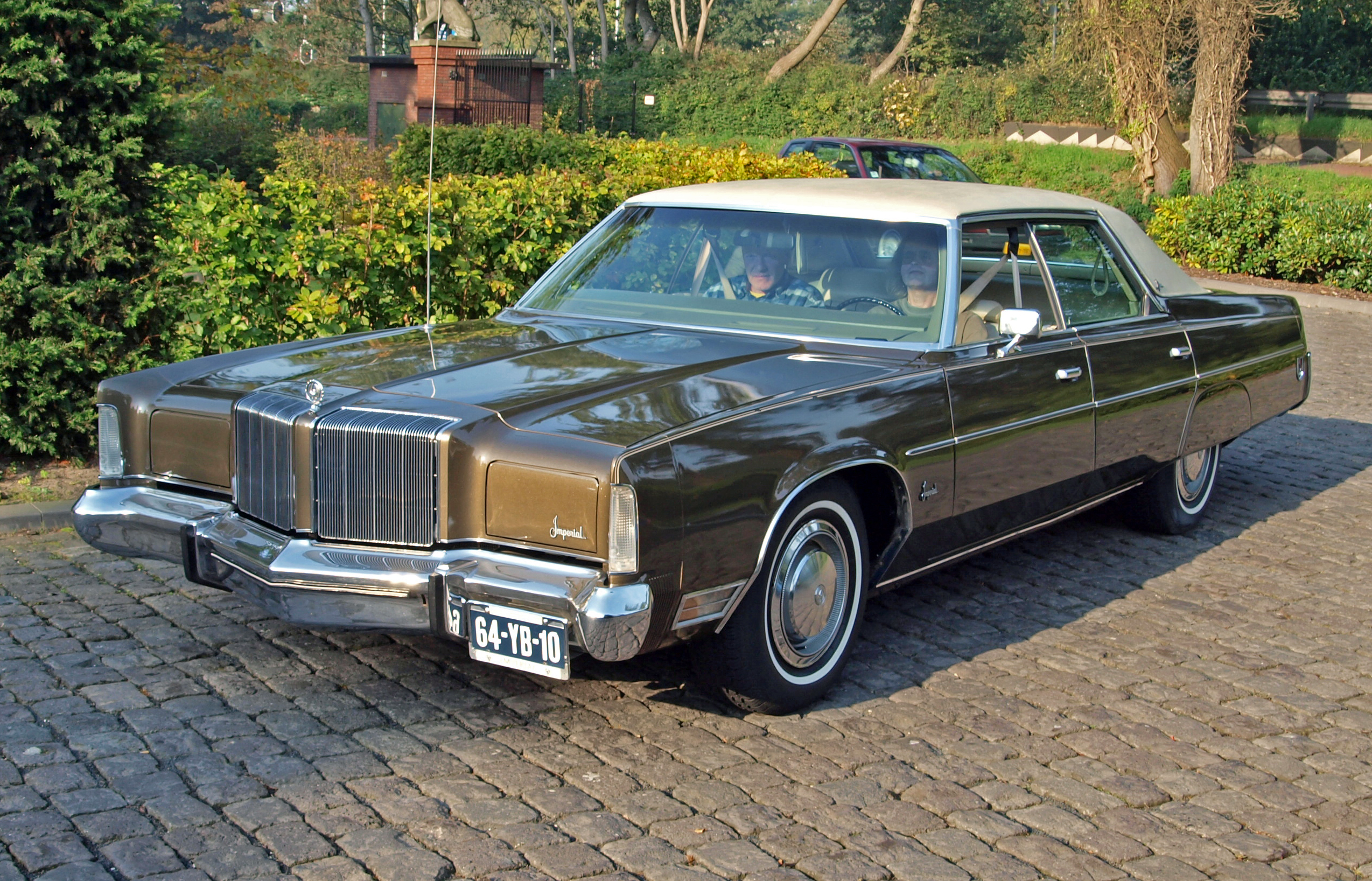
Imperial LeBaron Sedan (1974)

### Modellgenerationen
Imperial bot die Modellreihe LeBaron in fünf Generationen an:
- 1957 bis 1963: Die zweite Generation der Marke war die erste, in der die Baureihe LeBaron erschien.[Anm. 2]
- dritte Imperial-Generation (1964 bis 1966)
- vierte Imperial-Generation (1967 bis 1968)
- fünfte Imperial-Generation (1969 bis 1973)
- sechste und letzte Imperial-Generation (1974 bis 1975).

### Fahrwerk
Technisch basierte der LeBaron wie alle Imperial-Modelle der zweiten (1957 bis 1963) und der dritten Generation (1964 bis 1966) auf einem „gewöhnlichen“ Kastenrahmen, mit dem die Karosserie verschraubt war. Er war bis 1959 mit der Konstruktion identisch, die Chrysler auch für die Full-Size-Modelle der anderen Konzernmarken verwendete. Als Chrysler 1960 seine größten Modelle konzernweit auf eine selbsttragende Karosserie umstellte, behielt Imperial als Spitzenmarke den bisherigen Rahmen bei; er wurde auch mit Einführung der dritten Imperial-Generation nicht aufgegeben. Erst zum Modelljahr 1967 stellte Imperial alle Baureihen auf eine selbsttragende Karosserie um.

### Antrieb
Hinsichtlich des Antriebs unterschied sich der LeBaron nicht von den Custom- und Crown-Modellen. Er wurde von den jeweils größten Achtzylindermotoren des Chrysler-Konzerns mit 6423 cm³ (392 Kubikzoll) Hubraum und 325 Netto-PS (SAE) (1957 und 1958) bzw. 6767 cm³ (413 Kubikzoll) mit 340 bis 350 Netto-PS (SAE) (ab 1959) angetrieben. Zum Modelljahr 1966 erschien schließlich ein auf 7210 cm³ (440 Kubikzoll) vergrößerter Achtzylindermotor, der bis zur Einstellung der Marke 1975 Standardantrieb aller Imperial-Modelle war.

### Design und Karosserieformen
Der Imperial LeBaron wurde durchgängig als viertürige Hardtop-Limousine angeboten, die von 1957 bis 1963 die Zusatzbezeichnung Southampton trug. In den ersten vier Jahren war alternativ auch ein viertüriger Sedan mit fest stehender B-Säule und drei Seitenfenstern erhältlich; diese Version verkaufte sich allerdings jeweils weniger gut als die Hardtop-Limousinen. Von 1967 bis 1969 hatte Imperial erneut viertürige Limousinen mit Mittelpfosten im Programm. Sie waren allerdings der Baureihe Crown vorbehalten; der LeBaron übernahm diese Bauform nicht. Zweitürige LeBaron-Coupés gab es von 1957 bis 1969 nicht. Erst 1970 war auch eine zweitürige geschlossene Coupéversion des LeBaron erhältlich, die allerdings nur in geringen, zumeist dreistelligen Stückzahlen produziert wurde. Ein Cabriolet gab es in der LeBaron-Reihe zu keiner Zeit.
Stilistisch basierten die Karosserien der Jahre 1957 bis 1963 auf dem von Virgil Exner entworfenen Forward Look. Sie hatte anfänglich sehr schlichte Linien, galt nach zwei Überarbeitungen 1959 aber bereits als „überdekoriert“ und entwickelten ab 1961 – je nach Quelle – klassische oder veraltet wirkende Formen. Mit der dritten Imperial-Generation, die zum Modelljahr 1964 erschien, gab es eine neue Karosserie, die Elwood Engel gestaltet hatte. Sie hatte „nüchterne Linien“ und orientierte sich an dem ebenfalls von Engel entworfenen Lincoln Continental, der 1961 mit einem Designpreis ausgezeichnet worden war. In der Modellgeneration 1964 bis 1966 hatten die Imperials erstmals eine eigenständige Karosserie, die keine Gleichteile mit den anderen Modellen des Chrysler-Konzerns hatten. Mit dem Modellwechsel 1967 kehrte Imperial wieder zu Karosserien zurück, die den übrigen Chrysler-Modellen entsprachen. Das galt auch für die 1969 eingeführte fünfte Generation, in der das Karosseriedesign des Imperial Crown dem sogenannten Fuselage Design folgte. Auch die sechste und letzte Imperial-Generation, die zum Modelljahr 1974 eingeführt und von Anfang an ausschließlich als LeBaron verkauft wurde, teilte sich die Rohkarosserie mit den großen Chrysler-Modellen. Unterschiede betrafen vor allem die Frontpartie, an der nach wie vor verdeckte Scheinwerfer installiert waren, sowie sie senkrechten Rückleuchten.

### Ausstattungsdetails
Die Serienausstattung des LeBaron war umfangreicher als die des Custom und des Crown. Die Unterschiede variierten von Jahr zu Jahr. Im Modelljahr 1961 beinhaltete die Serienausstattung des LeBaron über die Ausstattung des Crown hinaus, die bereits elektrisch verstellbare Sitze und elektrische Fensterheber, einen beleuchteten Schminkspiegel und höherwertige Teppiche im Innen- und im Kofferraum umfasste, serienmäßig elektrisch betriebene vordere Ausstellfenster und Weißwandreifen. Im Modelljahr 1967 betrafen die Unterschiede zum Custom keine technischen Details mehr, sondern beschränkten sich auf Dekor und Polsterung.

## Positionierung des LeBaron

### Markeninterne Positionierung
Der LeBaron war regelmäßig die hochwertigste und teuerste Reihe der Imperial-Familie. 1957 kostete ein LeBaron Southampton Hardtop Sedan 5.743 US-$. Preislich lag der LeBaron damit etwa 900 US-$ über den Modellen der Custom-Linie und 300 US-$ über den Crown-Modellen. Bis 1963 war die Preisdifferenz zwischen den Custom und den LeBaron auf 1.200 US-$ angestiegen. Als infolge des Entfalls der Modellreihe Custom ab 1964 der Crown das Basismodell der Marke Imperial geworden war, war der LeBaron wiederum etwa 900 US-$ teurer als der Crown. In den folgenden Jahren sank die Preisdifferenz beider Modelle erheblich. 1970, im letzten Produktionsjahr des Crown, betrug sie nur noch 300 US-$. Dieser Entwicklung folgend, änderte sich auch der Anteil des LeBaron an Imperials Gesamtproduktion. In den ersten sieben Jahren war der LeBaron die Modellreihe mit den geringsten Absätzen. Überwiegend erreichten die Produktionszahlen des LeBaron nur dreistellige Werte. Auch nach Einstellung des Custom blieb der Absatz des LeBaron weit hinter dem dann als Basismodell fungierenden Crown zurück. Erst 1969 änderten sich die Verhältnisse. Nun war der LeBaron, der nur noch geringfügig teurer war als ein Crown, das erfolgreichste Modell der Imperial-Familie.

### Markenexterne Positionierung
Im Vergleich zu Cadillac machte der LeBaron im Laufe der Jahre eine Wandlung durch. Bis in die späten 1960er-Jahre hinein konkurrierte er mit Cadillacs Spitzenmodell, dem Fleetwood Sixty Special. Der LeBaron war zu dieser Zeit etwa 100 US-$ teurer als der Cadillac. Erst zum Modelljahr 1969 fiel der Preis des Imperial hinter den des Cadillac zurück. Seit diesem Jahr positionierte Imperial den LeBaron gegen Cadillacs mittlere Baureihe, den DeVille. Der LeBaron und der DeVille waren annähernd für den gleichen Preis erhältlich. Ein Cadillac Fleetwood Sixty Special hingegen war etwa 1600 US-$ teurer.
Die Modelle von Fords Oberklassemarke Lincoln waren üblicherweise etwa 1000 US-$ günstiger als die Imperial.

## LeBaron Stageway Limousine
Seit 1955 bot Imperial parallel zu den Standardmodellen regelmäßig eine verlängerte Repräsentationslimousine an. Bis 1966 wurde sie als Crown Imperial Limousine vermarktet und in einem aufwändigen Prozess überwiegend bei Ghia in Italien (1957 bis 1964) bzw. bei Barreiros in Spanien (1965 und 1966) in teilweiser Handarbeit gefertigt. Ab 1967 übernahm der US-amerikanische Spezialist Stageway Coaches in Fort Smith (Arkansas), Arkansas, die Herstellung der Limousinen. Sie wurden nunmehr der LeBaron-Reihe zugeordnet und erhielten die Bezeichnung LeBaron Stageway Limousine. Sie hatten einen Radstand von 4104 mm und waren die längsten werksseitig angebotenen Personenwagen in den USA. Die Limousinen waren üblicherweise mit zwei zusätzlichen Sitzen in der Wagenmitte sowie einem schrankartigen Behältnis ausgestattet, das ein Fernsehgerät und eine Bar enthielt. Der Wechsel von europäischen zu heimischen Karosseriebauunternehmen führte zu einer Preissenkung um mehr als 2000 US-$. In seinem letzten Produktionsjahr kostete ein LeBaron Stageway 16.000 US-$. Bis 1972 entstanden etwa 27 Limousinen. Mit Ablauf des Modelljahrs 1972 beendete Chrysler das werksseitige Angebot verlängerter Limousinen. In den folgenden Jahren bauten unterschiedliche selbstständige Karosseriebauunternehmen verlängerte Limousinen auf individuellen Kundenwunsch.

## Produktion
| Produktionszahlen            | Produktionszahlen | Produktionszahlen     | Produktionszahlen     | Produktionszahlen     | Produktionszahlen       | Produktionszahlen          | Produktionszahlen     |
| Generation                   | Modelljahr        | Werkscode             | LeBaron Hardtop Coupé | LeBaron Hardtop Sedan | LeBaron Four Door Sedan | LeBaron Stageway Limousine | Summe                 |
| ---------------------------- | ----------------- | --------------------- | --------------------- | --------------------- | ----------------------- | -------------------------- | --------------------- |
| Erste Generation 1955–1956   | 1955–1956         | kein Imperial LeBaron | kein Imperial LeBaron | kein Imperial LeBaron | kein Imperial LeBaron   | kein Imperial LeBaron      | kein Imperial LeBaron |
| Zweite Generation 1957–1963  | 1957              | IM1-4                 | –                     | 911                   | 1729                    | –                          | 2640                  |
| Zweite Generation 1957–1963  | 1958              | MY1-H                 | –                     | 538                   | 501                     | –                          | 1038                  |
| Zweite Generation 1957–1963  | 1959              | MY1-H                 | –                     | 622                   | 510                     | –                          | 1132                  |
| Zweite Generation 1957–1963  | 1960              | PY1-H                 | –                     | 999                   | 692                     | –                          | 1691                  |
| Zweite Generation 1957–1963  | 1961              | RY1-H                 | –                     | 1026                  | –                       | –                          | 1026                  |
| Zweite Generation 1957–1963  | 1962              | SY1-H                 | –                     | 1449                  | –                       | –                          | 1449                  |
| Zweite Generation 1957–1963  | 1963              | TY1-H                 | –                     | 1537                  | –                       | –                          | 1537                  |
| Dritte Generation 1964–1966  | 1964              | VY1-H                 | –                     | 2949                  | –                       | –                          | 2949                  |
| Dritte Generation 1964–1966  | 1965              | AY1-H                 | –                     | 2164                  | –                       | –                          | 2164                  |
| Dritte Generation 1964–1966  | 1966              | BY3-H                 | –                     | 1878                  | –                       | –                          | 1878                  |
| Vierte Generation 1967–1968  | 1967              | CY1-H                 | –                     | 2194                  | –                       | 6                          | 2200                  |
| Vierte Generation 1967–1968  | 1968              | YH                    | –                     | 1852                  | –                       | 6                          | 1858                  |
| Fünfte Generation 1969–1973  | 1969              | YM                    | 4592                  | 14821                 | –                       | 6                          | 19419                 |
| Fünfte Generation 1969–1973  | 1970              | YM                    | 1803                  | 8426                  | –                       | 6                          | 10235                 |
| Fünfte Generation 1969–1973  | 1971              | YM                    | 1442                  | 10116                 | –                       | 1                          | 11559                 |
| Fünfte Generation 1969–1973  | 1972              | YM                    | 2332                  | 13472                 | –                       | 2                          | 16037                 |
| Fünfte Generation 1969–1973  | 1973              | YM                    | 2563                  | 14166                 | –                       | –                          | 16729                 |
| Sechste Generation 1974–1975 | 1974              | YM                    | 3850                  | 10576                 | –                       | –                          | 14426                 |
| Sechste Generation 1974–1975 | 1975              | YM                    | 2728                  | 6102                  | –                       | –                          | 8830                  |